# 6628 Dondelia
6628 Dondelia (1981 WA1) là một tiểu hành tinh vành đai chính được phát hiện ngày 24 tháng 11 năm 1981 bởi Bowell, E. ở Anderson Mesa.